# سنگر (آلبوم)
سنگر (به انگلیسی: Trench) پنجمین آلبوم استودیویی گروه موسیقی ایندی‌الکتریکا تونتی وان پایلوتس است که در ۵ اکتبر ۲۰۱۸ منتشر شد.